# Sergio Tacchini
Sergio Tacchini, né le 30 mai 1938 à Novare dans le Piémont, est un joueur de tennis et styliste italien.
Membre de l'équipe d'Italie de Coupe Davis de 1959 à 1966, il a notamment remporté à trois reprises le championnat d'Italie, ainsi que les tournois de Nice et de Tunis en 1964.
Il lança à la fin de sa carrière une marque de vêtement de sport à son nom, installée dans sa ville natale, qui connaît un grand succès.

Logo officiel de la marque

## Sportifs sponsorisés par la marque
- Tennis : Ilie Năstase, Jimmy Connors, John McEnroe, Mats Wilander, Pete Sampras, Novak Djokovic, Xavier Malisse, Steve Darcis, Olivier Rochus, Sergi Bruguera, Tommy Robredo, Filippo Volandri, Flavia Pennetta, Goran Ivanišević, Martina Hingis
- Voile : Karine Fauconnier
- Golf : Ian Woosnam, Costantino Rocca
- Ski : Marc Girardelli, Pirmin Zurbriggen
- Automobile : Ayrton Senna
- League of legends: JoblifeEsport